# Rahal Letterman Lanigan Racing

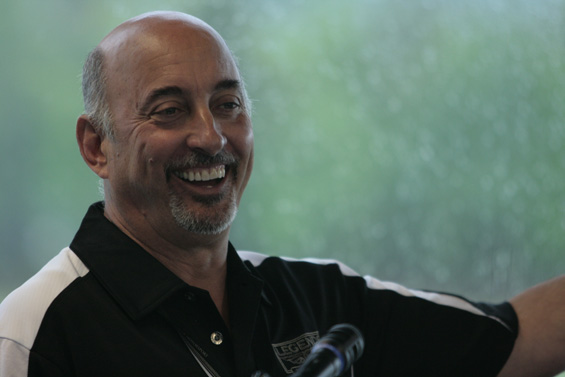
Team-Chef und -Inhaber Bobby Rahal

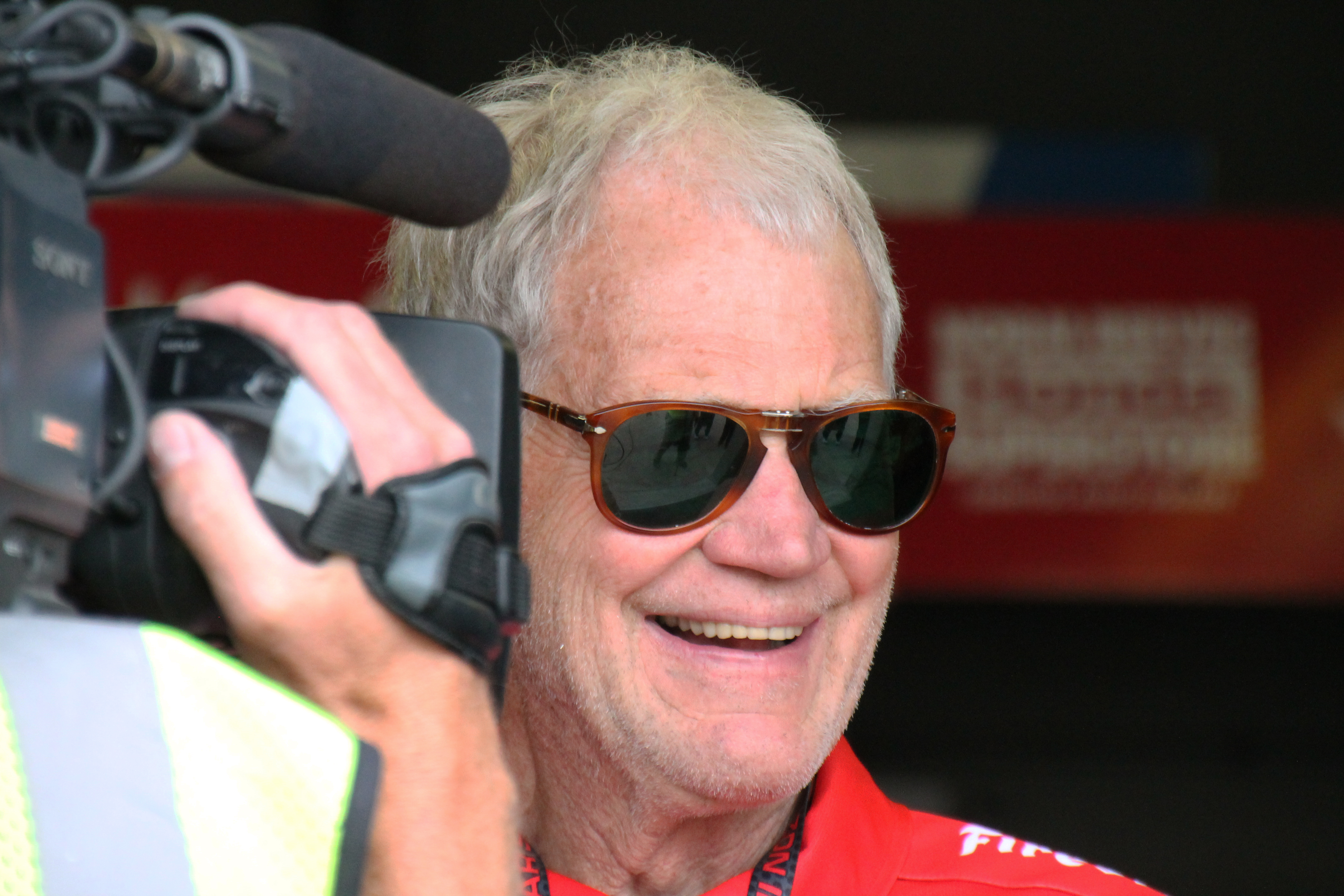
David Letterman (2015)

Rahal Letterman Lanigan Racing ist ein Motorsport-Team der IndyCar Series, das der US-Motorsportlegende Bobby Rahal, dem TV-Moderator David Letterman sowie dem Geschäftsmann Mike Lanigan gehört.

## Geschichte

### CART

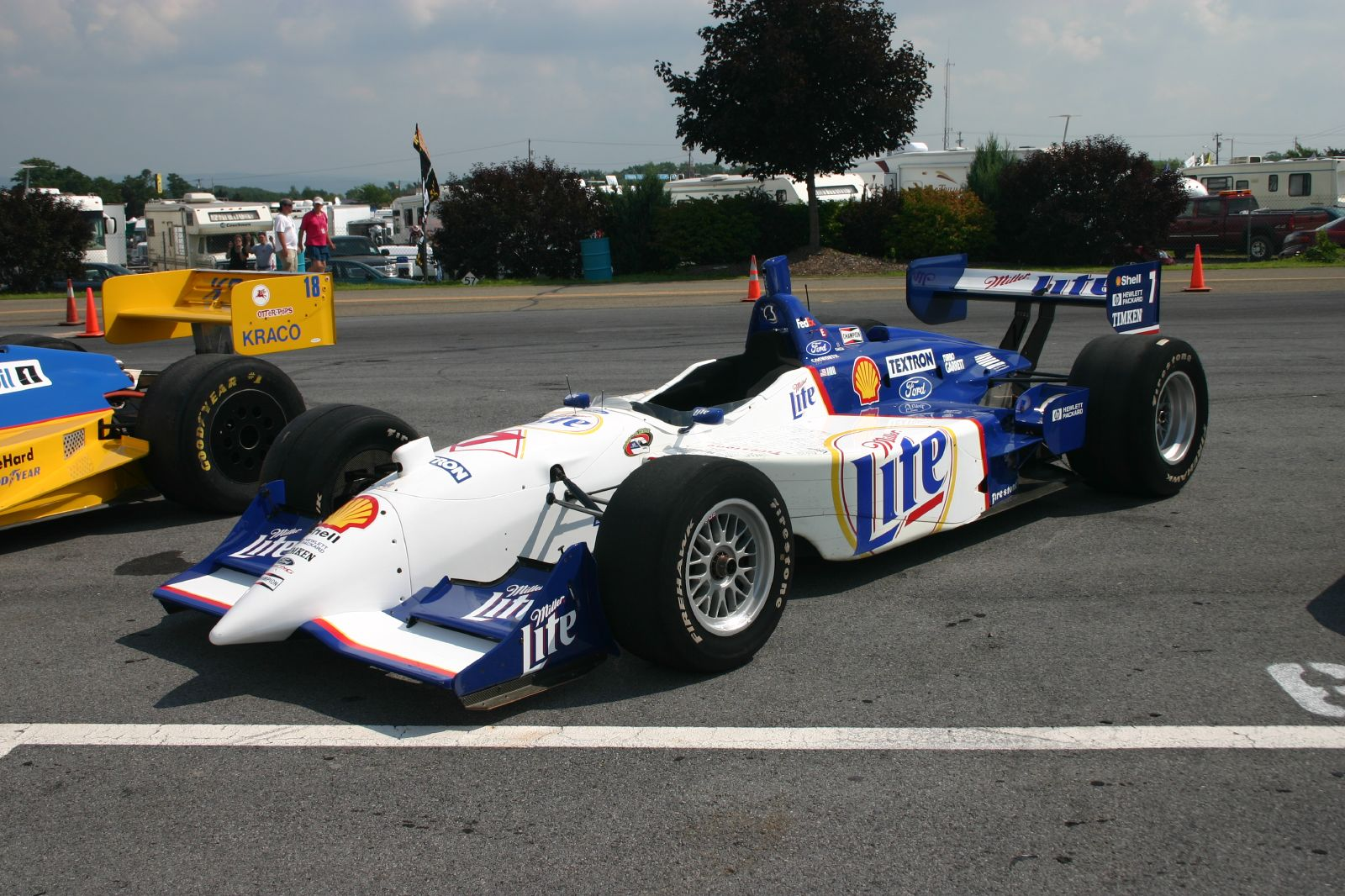
Rahal Reynard-Ford aus der CART-Serie

Das Team entstand 1992 in der damaligen IndyCar World Series als Rahal-Hogan Racing von Bobby Rahal und Carl Hogan. Das Team gewann gleich in seinem ersten Jahr den Titel der Serie. 1993 übernahm man das Team Truesports, für das Rahal zuvor lange Jahre gefahren war und setzte jetzt zwei Autos ein. Außerdem versuchte man, ein eigenes Chassis zu entwickeln, was sich jedoch als Flop erwies. Nachdem man sich für das Indianapolis 500 nicht einmal qualifizieren konnte, entschied man sich, auf die üblichen Lola-Chassis zu setzen. Kaum erfolgreicher war der Einsatz von Honda-Motoren in der Saison 1994, der nach der Saison endete. Um das Indy 500 nicht wieder zu verpassen, beschaffte man sich für dieses Ilmor-Motoren.
1996 wurde das Team nach dem Weggang von Carl Hogan in Team Rahal umbenannt. Die nächsten Jahre fuhr man erfolgreich in der CART-Serie, jedoch ohne den Titel zu gewinnen. Zur Saison 2003 wurde ein Auto in der CART stillgelegt und nur Michel Jourdain jr. fuhr die gesamte Saison. Das zweite Auto wurde in der Indy Racing League eingesetzt, in welche das Team ab der kommenden Saison komplett wechselte. Dabei hatte Rahal nach dem Bankrott der CART und der Neugründung als Champ-Car World Series zunächst den weiteren Einsatz eines Fahrzeuges in der neuen Serie bekanntgeben, transferierte dieses kurz vor Saisonstart jedoch ebenfalls in die IndyCar Series.

### IRL / IndyCar Series
In der Saison IndyCar-Series-Saison 2003 setzte das Team ein Auto mit Kenny Bräck in der IndyCar Series ein. Der Schwede war am Saisonende neunter der Gesamtwertung. Im letzten Saisonrennen auf dem Texas Motor Speedway erlitt er bei einem schweren Unfall Verletzungen, die ihn bis 2005 pausieren ließen. Beim Indy 500 setzte man ein zweites Auto für Jimmy Vasser ein.
Ab 2004 fuhr das Team, jetzt unter dem Namen Rahal Letterman Racing nur noch in der IndyCar Series, wobei sich Letterman schon vorher an dem Team beteiligt hatte und öfters Fahrer in seine Sendung einlud, um Werbung für die Serie zu machen. Fahrer waren Buddy Rice und Vítor Meira, dazu Gaststarts von Roger Yasukawa in Motegi und Indianapolis. 2005 kam neben Rice und Meira Danica Patrick als dritte Fahrerin hinzu, die sehr schnell zum Superstar der Serie wurde. In Indianapolis wurde der verletzte Buddy Rice durch Kenny Bräck ersetzt, der hier seinen einzigen Renneinsatz nach dem Unfall hatte.

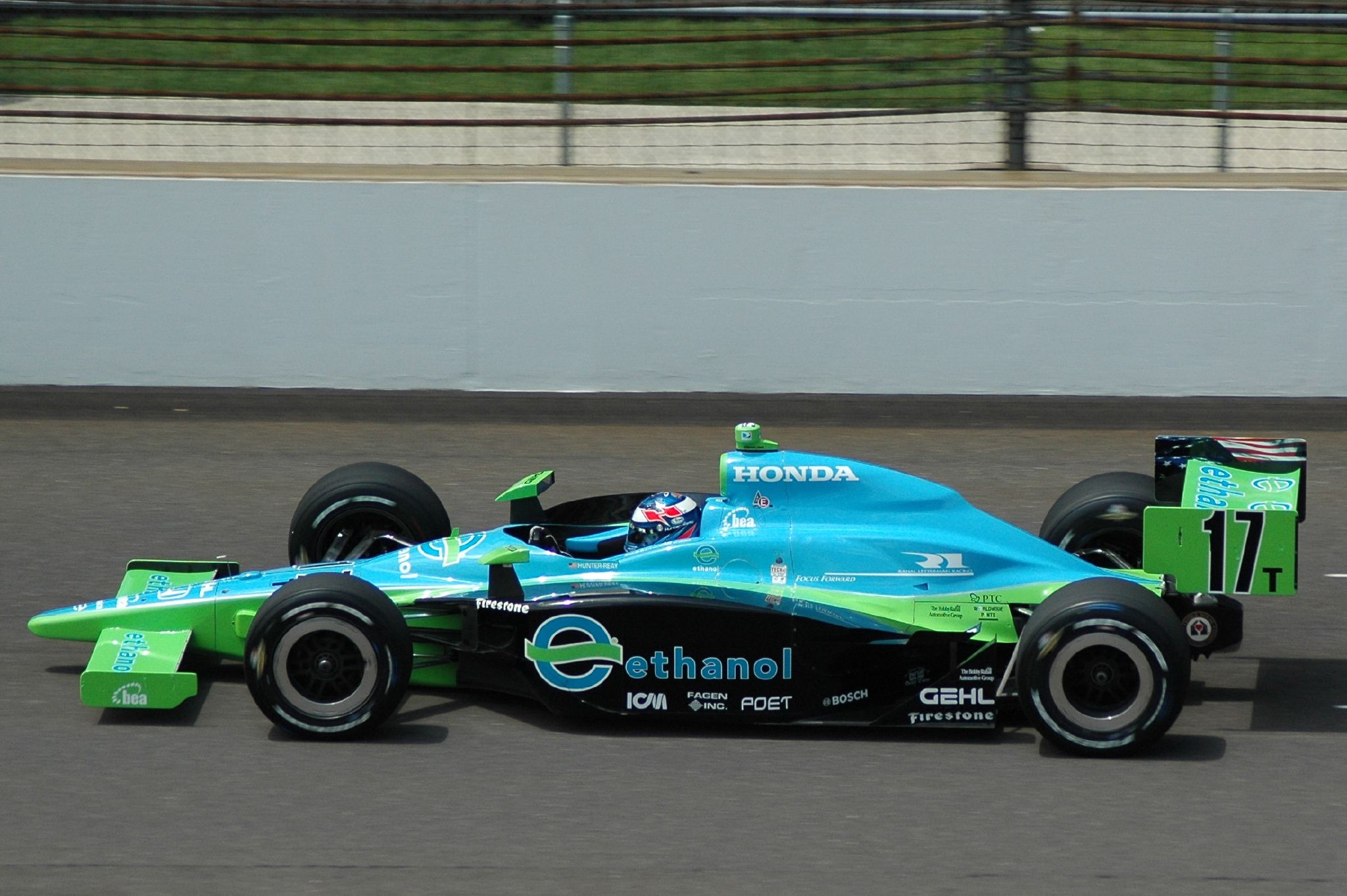
Dallara von Ryan Hunter-Reay beim Indy 500 2008

 Für die Saison 2006 hieß die Fahrerpaarung Buddy Rice, Danica Patrick und Paul Dana. Dana brachte einen Hersteller von Ethanol-Treibstoff in die Serie, verunglückte aber im Training für den Saisonauftakt nach einer Kollision mit Ed Carpenter tödlich. Das Team zog beide Autos für dieses Rennen zurück, beim zweiten Rennen trat man nur mit Rice und Patrick an. Ab dem dritten Rennen wurde das Ethanol-Auto von Jeff Simmons gefahren. Ab 2007 werden alle Autos der Serie mit Ethanol-Kraftstoff betrieben.
Zur Saison 2007 verließen sowohl Rice wie auch Patrick das Team, um zu anderen Teams zu wechseln. Neu in das Team kam dafür Scott Sharp, dessen Team geschlossen wurde. Simmons wurde im Verlauf der Saison durch Ryan Hunter-Reay ersetzt, der für 2008 der einzige Stammfahrer des Teams war. Beim Indianapolis 500 2008 wurde zudem ein zweites Auto mit Alex Lloyd am Steuer gemeinsam mit Chip Ganassi Racing eingesetzt.
Ab 2009 konzentrierte sich das Team auf die Einsätze in der American Le Mans Series und kehrte in den Jahren 2009 und 2010 nur für das Indy 500 in den Open-Wheel-Sport zurück. Zur Saison 2011 stieg mit Mike Lanigan ein dritter Inhaber in das Team ein, so dass das Team in Rahal Letterman Lanigan Racing umbenannt wurde. In der IndyCar Series setzt man zum Ende der Ära des Dallara IR-03 Chassis in dieser Saison wieder zwei Autos in einzelnen Rennen ein.
Mit der Einführung des Dallara DW-12 kehrte das Team komplett in die IndyCar Series zurück. In der Saison 2012 fuhr Takuma Satō das einzige Auto des Teams. Beim Indianapolis 500 griff der Japaner in der letzten Runde den Führenden Dario Franchitti in der ersten Kurve an, verlor das Auto jedoch und krachte in die äußere Mauer. Er wurde als 17. gewertet und beendete die Saison auf Rang 14 der Gesamtwertung. Außerdem wurde in Indianapolis erneut ein zweites Auto eingesetzt, am Steuer saß Michel Jourdain junior.
Für das Jahr 2013 kam Graham Rahal zurück in das Team seines Vaters, Takuma Satō verließ das Team. Außerdem expandierte das Team wieder auf zwei Vollzeit-Autos, da auch James Jakes in das Team kam. Beide konnten jedoch nur unterdurchschnittliche Leistungen abliefern und wurden 18. und 19. von 21 Piloten in der Gesamtwertung. Michel Jourdain junior fuhr in Indianapolis erneut in einem weiteren Auto.

### American Le Mans Series

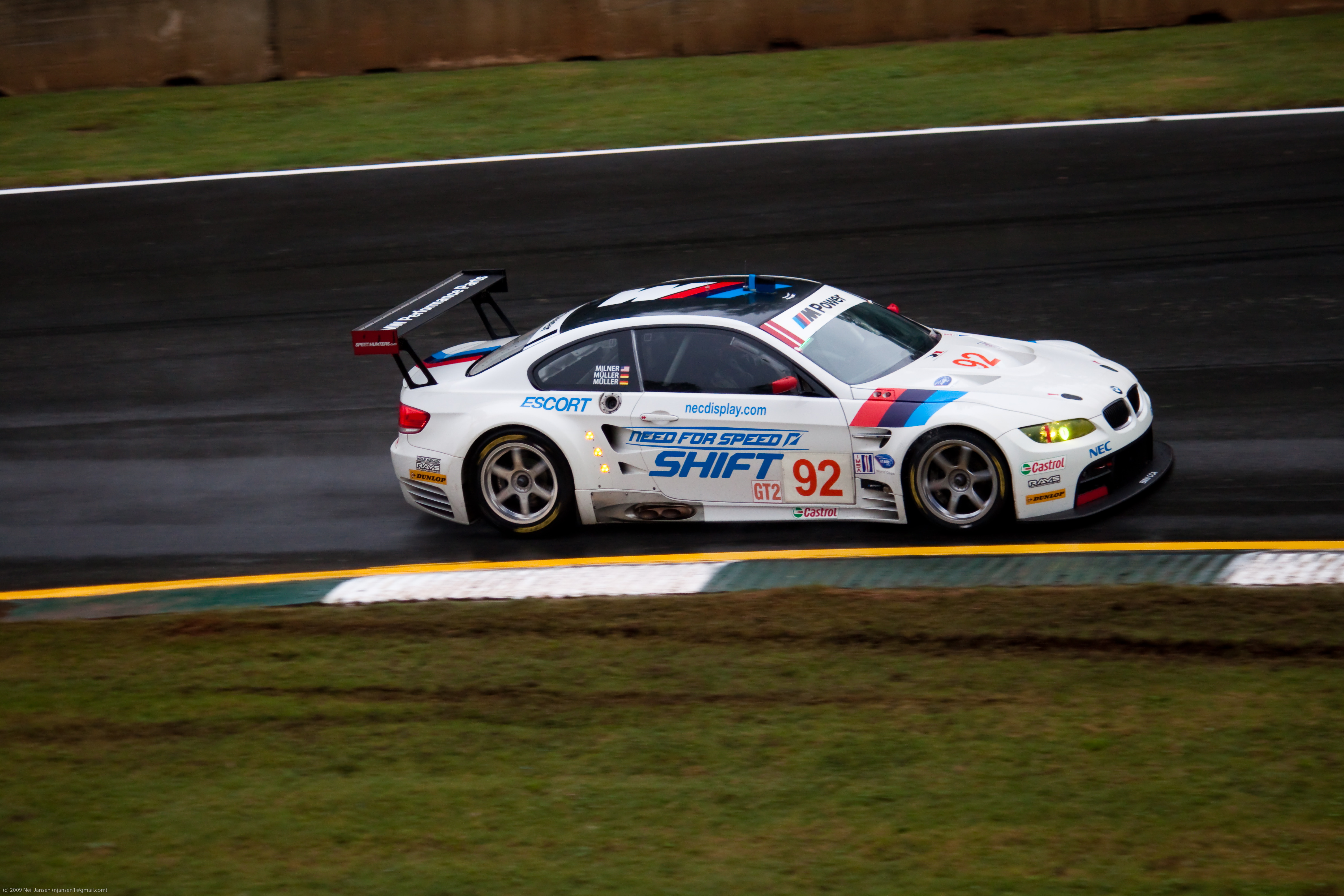
BMW M3 GT2 beim Petit Le Mans 2009

Zur Saison 2007 stieg Rahal-Letterman mit einem Porsche 996 GT3 RSR in die American Le Mans Series ein und erreichte mit den Fahrern Ralf Kelleners und Tommy Milner zwei Podestplätze.
Ab 2009 setzte das Team als BMW Rahal Letterman Racing zwei BMW M3 GT2 in der ALMS ein. Dabei wurde das Team von BMW Nordamerika unterstützt und bekam in der ersten Saison Dirk Müller als Werksfahrer zur Verfügung gestellt. Auch in den folgenden Jahren wurden diverse Werksfahrer eingesetzt, aber auch amerikanische Fahrer wurden beschäftigt. Mit dem Einstieg von Mike Lanigan als dritten Inhaber des Teams wechselte der Name zu BMW Team RLL.
Bis einschließlich der Saison 2012 konnten eine Fahrer-, zwei Team- und zwei Hersteller-Meisterschaften errungen werden. Außerdem konnte eines der prestigeträchtigsten Rennen der Meisterschaft, die 12 Stunden von Sebring, zweimal gewonnen werden. Ab der Saison 2013 wechselte das Team auf den neuen BMW Z4 GTE.

## Fahrer

### CART
| Saison | Nr. | Fahrer                 | Kommentar      |
| ------ | --- | ---------------------- | -------------- |
| 1992   | 12  | Bobby Rahal            |                |
| 1993   | 1   | Bobby Rahal            |                |
| 1993   | 26  | Mike Groff             |                |
| 1994   | 4   | Bobby Rahal            |                |
| 1994   | 10  | Mike Groff             |                |
| 1995   | 9   | Bobby Rahal            |                |
| 1995   | 10  | Raul Boesel            |                |
| 1996   | 18  | Bobby Rahal            |                |
| 1996   | 28  | Bryan Herta            |                |
| 1997   | 7   | Bryan Herta            |                |
| 1997   | 8   | Bobby Rahal            |                |
| 1998   | 7   | Bobby Rahal            |                |
| 1998   | 8   | Bryan Herta            |                |
| 1999   | 7   | Max Papis              |                |
| 1999   | 8   | Bryan Herta            |                |
| 2000   | 7   | Max Papis              |                |
| 2000   | 8   | Kenny Bräck            |                |
| 2000   | 91  | Casey Mears            | nur in Fontana |
| 2001   | 7   | Max Papis              |                |
| 2001   | 8   | Kenny Bräck            |                |
| 2002   | 8   | Jimmy Vasser           |                |
| 2002   | 9   | Michel Jourdain junior |                |
| 2003   | 9   | Michel Jourdain junior |                |

### IRL / IndyCar Series
| Saison | Nr. | Fahrer                 | Kommentar                                                      |
| ------ | --- | ---------------------- | -------------------------------------------------------------- |
| 2002   | 19  | Jimmy Vasser           | nur in Indianapolis und Fontana                                |
| 2003   | 15  | Kenny Bräck            |                                                                |
| 2003   | 19  | Jimmy Vasser           | nur in Indianapolis                                            |
| 2004   | 15  | Buddy Rice             |                                                                |
| 2004   | 16  | Roger Yasukawa         | nur in Motegi und Indianapolis                                 |
| 2004   | 17  | Vítor Meira            | nicht in Homestead und Phoenix                                 |
| 2005   | 15  | Buddy Rice             | nicht in Indianapolis                                          |
| 2005   | 15  | Kenny Bräck            | nur in Indianapolis                                            |
| 2005   | 16  | Danica Patrick         |                                                                |
| 2005   | 17  | Vítor Meira            |                                                                |
| 2006   | 15  | Buddy Rice             |                                                                |
| 2006   | 16  | Danica Patrick         |                                                                |
| 2006   | 17  | Paul Dana              | nur Training in Homestead, tödlicher Unfall                    |
| 2006   | 17  | Jeff Simmons           | nicht in Homestead, St. Petersburg                             |
| 2007   | 8   | Scott Sharp            |                                                                |
| 2007   | 17  | Jeff Simmons           | bis einschließlich Nashville                                   |
| 2007   | 17  | Ryan Hunter-Reay       | ab Mid-Ohio                                                    |
| 2008   | 16  | Alex Lloyd             | nur in Indianapolis, in Zusammenarbeit mit Chip Ganassi Racing |
| 2008   | 17  | Ryan Hunter-Reay       |                                                                |
| 2009   | 17  | Oriol Servià           | nur in Indianapolis                                            |
| 2010   | 30  | Graham Rahal           | nur in Indianapolis                                            |
| 2011   | 15  | Jay Howard             | nur in Las Vegas                                               |
| 2011   | 30  | Bertrand Baguette      | nur in Indianapolis                                            |
| 2011   | 30  | Pippa Mann             | nur in Loudon, Kentucky und Las Vegas                          |
| 2012   | 15  | Takuma Satō            |                                                                |
| 2012   | 4   | Michel Jourdain junior | nur in Indianapolis                                            |
| 2013   | 15  | Graham Rahal           |                                                                |
| 2013   | 16  | James Jakes            |                                                                |
| 2013   | 17  | Mike Conway            | nur in Long Beach                                              |
| 2013   | 17  | Michel Jourdain junior | nur in Indianapolis                                            |

### ALMS
| Saison | Nr. | Fahrer             | Endurance-Fahrer   | Kommentar |
| ------ | --- | ------------------ | ------------------ | --- |
| 2007   | 18  | Tommy Milner       | Graham Rahal       | |
| 2007   | 18  | Ralf Kelleners     | Graham Rahal       | |
| 2009   | 90  | Joey Hand          | Andy Priaulx       | kein Endurance Fahrer in Sebring                                                                                                 |
| 2009   | 90  | Bill Auberlen      | Andy Priaulx       | kein Endurance Fahrer in Sebring                                                                                                 |
| 2009   | 92  | Dirk Müller        | Jörg Müller        | kein Endurance Fahrer in Sebring                                                                                                 |
| 2009   | 92  | Tommy Milner       | Jörg Müller        | kein Endurance Fahrer in Sebring                                                                                                 |
| 2010   | 90  | Joey Hand          | Andy Priaulx       | |
| 2010   | 90  | Dirk Müller        | Andy Priaulx       | |
| 2010   | 92  | Bill Auberlen      | Dirk Werner        | |
| 2010   | 92  | Tommy Milner       | Dirk Werner        | |
| 2011   | 55  | Bill Auberlen      | Augusto Farfus     | |
| 2011   | 55  | Dirk Werner        | Augusto Farfus     | |
| 2011   | 56  | Joey Hand          | Andy Priaulx       | |
| 2011   | 56  | Dirk Müller        | Andy Priaulx       | |
| 2012   | 55  | Bill Auberlen      | Uwe Alzen          | Alzen in Sebring und Summerton in Atlanta                                                                                        |
| 2012   | 55  | Jörg Müller        | Jonathan Summerton | Alzen in Sebring und Summerton in Atlanta                                                                                        |
| 2012   | 56  | Dirk Müller        | Jonathan Summerton | Summerton Endurance Fahrer in Sebring, Alzen in Atlanta Summerton außerdem Ersatz für Hand in Elkhart Lake, Virginia und Atlanta |
| 2012   | 56  | Joey Hand          | Jonathan Summerton | Summerton Endurance Fahrer in Sebring, Alzen in Atlanta Summerton außerdem Ersatz für Hand in Elkhart Lake, Virginia und Atlanta |
| 2012   | 56  | Jonathan Summerton | Uwe Alzen          | Summerton Endurance Fahrer in Sebring, Alzen in Atlanta Summerton außerdem Ersatz für Hand in Elkhart Lake, Virginia und Atlanta |
| 2013   | 55  | Maxime Martin      | Jörg Müller        | Hand als Ersatz für Martin in Austin                                                                                             |
| 2013   | 55  | Joey Hand          |                    | Hand als Ersatz für Martin in Austin                                                                                             |
| 2013   | 55  | Bill Auberlen      | Uwe Alzen          | Alzen nicht in Sebring und als Ersatz für Auberlen beim Petit Le Mans                                                            |
| 2013   | 56  | Dirk Müller        | Bill Auberlen      | Auberlen nur beim Petit Le Mans                                                                                                  |
| 2013   | 56  | Joey Hand          |                    | Hand in Sebring, Long Beach, Mosport, Baltimore, Virginia                                                                        |
| 2013   | 56  | John Edwards       |                    | Edwards in Sebring, Laguna Seca, Lime Rock, Elkhart Lake, Austin, Petit Le Mans                                                  |

1. ↑  Für das 12-Stunden-Rennen von Sebring sowie das Petit Le Mans wird in der Regel ein dritter Fahrer eingesetzt.

## Erfolge
- 2004: Indianapolis-500-Sieger mit Buddy Rice
- 2010: American Le Mans Series GT Team-Meistertitel
- 2011: American Le Mans Series GT Fahrer-Meistertitel mit Joey Hand und Dirk Müller
- 2011: American Le Mans Series GT Team-Meistertitel